# Зенкбейль, Гейнц
Хайнц Зенкбайль, в переводах советского времени Гейнц Зенкбейль (нем. Heinz Senkbeil, род. 25 января 1934, Берлин — ум. 29 сентября 2023 г., Уккермюнде) — немецкий военный писатель периода ГДР, политработник ННА ГДР, военный историк, подполковник (1974).

## Биография
Сын врача. Окончив офицерское училище, с 1954 г. офицер Казарменной народной полиции, с 1956 г. — офицер Национальной народной армии ГДР. С 1959 г. начинает публиковать литературные произведения, в 1960—1963 гг. обучался в Институте литературы имени И. Р. Бехера в Лейпциге. С 1963 г. — офицер-политработник. В 1969 г. заочно окончил Университет Гумбольдта в Берлине по специальности «историк».
Был автором множества художественных книг, где пропагандировал армию ГДР и немецко-советскую дружбу. Отмечен наградами за службу в ННА ГДР, в сфере литературы и киноискусства.
Был в числе первых лауреатов учреждённой в 1971 г. Премии имени Теодора Кёрнера, вручавшейся за прославление армии в литературе и произведениях искусства.
Практически забыт после воссоединения Германии.
По его сценариям сняты 2 фильма: «Командир танка» (Der Panzerkommandant, 1970) и «Мост Карлеманн» (Karlemanns Brücke, 1975).
На русский язык переведено несколько книг — повесть «Джонни Бахман возвращается домой», действие которой (глазами 12-летнего мальчика) происходит в Берлине и окрестностях в апреле-мае 1945 г., «Любовь солдата Фреда», «Трудное решение» (на русском языке — в сборнике «Противостояние»), «Воспитание жизнью». Также его книги переводились на румынский язык.